# IOS 26
iOS 26 es la decimonovena y próxima versión principal del sistema operativo iOS de Apple para el iPhone. Fue anunciado el 9 de junio de 2025 en la Worldwide Developers Conference (WWDC) de Apple, y se espera que se lance en septiembre.
Es el sucesor directo de iOS 18; su número de versión se adelantó a 26 debido a una nueva política anunciada de números de versión unificados para los sistemas operativos de Apple, que ahora se basan en el año que sigue a su lanzamiento (similar a los años modelo de los vehículos).

## Características del sistema

### Interfaz de usuario
iOS 26 introduce un nuevo lenguaje de diseño unificado en todas las plataformas de Apple conocido como Liquid Glass. Influenciado por visionOS, la interfaz reacciona como si una gota de agua se tratase. El diseño reemplaza el lenguaje de diseño plano introducido en iOS 7 para utilizar elementos redondeados y translúcidos con las "cualidades ópticas del vidrio" (incluyendo refracción), que reaccionarían al movimiento, contenido e interacciones. También marca el regreso del esqueumorfismo de iOS 6 y versiones anteriores, notable especialmente en el nuevo icono de la app Cámara (que se asemeja al icono de iOS 6 y anteriores). Múltiples aplicaciones (incluyendo Cámara y Safari entre otras) tienen interfaces rediseñadas para reflejar este nuevo lenguaje de diseño.

### Apple Intelligence
iOS 26 introduce nuevas funciones de Apple Intelligence; los modelos de Apple Intelligence fueron optimizados para mayor eficiencia y soportan idiomas adicionales, Soporta traducción en vivo de conversaciones de voz y texto usando modelos en el dispositivo, mientras que Genmoji ahora puede fusionar emojis existentes sin necesidad de usar un prompt. La app Atajos soportará la integración de acciones de IA. Visual Intelligence e Image Playground también incluirán mayor integración con ChatGPT aunque los rumores de integración con Google Gemini no se materializaron.
El nuevo framework Foundation Models permitirá integrar funciones de Apple Intelligence en apps de terceros; Apple afirmó que una app en Swift puede implementar el framework con solo tres líneas de código.

### Ajustes
El menú de batería en la app Ajustes fue actualizado, añadiendo comparativas de uso de batería diario. También se introduce un nuevo modo "energía adaptativa", que realiza optimizaciones automáticas (como ajustes de brillo y throttling) para mejorar la duración de batería cuando el uso del dispositivo es mayor de lo normal.

## Características de aplicaciones

#### Mensajes
La app Mensajes soportará fondos para conversaciones, encuestas, cifrado de extremo a extremo con mensajería RCS, indicadores de escritura en chats grupales, envío de dinero mediante Apple Cash en chats grupales y redirección de mensajes de remitentes desconocidos a una carpeta dedicada.

#### Apple Music
Apple Music incluye nuevas funciones como "AutoMix" - un modo de reproducción que genera transiciones automáticas entre canciones usando Apple Intelligence, visualización de traducciones y guías de pronunciación en letras de canciones, e integración con la función de karaoke Apple Music Sing en la app de tvOS (incluyendo usar el iPhone como micrófono y controlar el karaoke desde los dispositivos).

#### Hogar
La app Hogar solo soporta la arquitectura rediseñada introducida en iOS 16, eliminando soporte para la arquitectura antigua.

#### Juegos
Una nueva app Juegos proporciona una interfaz unificada para juegos de App Store y Apple Arcade, además de funciones sociales de Game Center.

#### Fotos
Tras la recepción negativa de su rediseño en iOS 18, la interfaz de la app Fotos vuelve a un diseño por pestañas, aunque ahora solo con las áreas "Biblioteca" y "Colecciones". También añade la capacidad de convertir fotos en "fotos espaciales" con un efecto similar al paralaje.

#### Mapas
Mapas usará "Intelligence en el dispositivo" para determinar trayectos frecuentes (como casa-trabajo), mostrando notificaciones de retrasos y rutas alternativas. También añade un nuevo menú "Lugares visitados" basado en el historial de ubicaciones.

#### Apple Wallet
La app Apple Wallet añade funciones para tarjetas de embarque, incluyendo mapas de aeropuertos e información de vuelos en tiempo real como Live Activity. En EE. UU. también se podrá añadir el pasaporte digital.

### Accesibilidad
iOS 26 incluye nuevas funciones de accesibilidad como Accessibility Reader para narración en todo el sistema, Braille Access para conectar  pantallas braille, y actualizaciones a Live Listen, Sonidos de fondo, Voz personal y más.

## Dispositivos compatibles
iOS 26 requiere un dispositivo con procesador Apple A13 Bionic o superior, eliminando así la compatibilidad con iPhone XS, XS Max y XR. Apple Intelligence requiere un procesador Apple A17 Pro o superior.
| Dispositivo                | Compatibilidad | Soporte Apple Intelligence |
| -------------------------- | -------------- | -------------------------- |
| iPhone 11                  | Sí             | No                         |
| iPhone 11 Pro y 11 Pro Max | Sí             | No                         |
| iPhone SE (2.ª generación) | Sí             | No                         |
| iPhone 12 y 12 Mini        | Sí             | No                         |
| iPhone 12 Pro y 12 Pro Max | Sí             | No                         |
| iPhone 13 y 13 Mini        | Sí             | No                         |
| iPhone 13 Pro y 13 Pro Max | Sí             | No                         |
| iPhone SE (3.ª generación) | Sí             | No                         |
| iPhone 14 y 14 Plus        | Sí             | No                         |
| iPhone 14 Pro y 14 Pro Max | Sí             | No                         |
| iPhone 15 y 15 Plus        | Sí             | No                         |
| iPhone 15 Pro y Pro Max    | Sí             | Sí                         |
| iPhone 16 y 16 Plus        | Sí             | Sí                         |
| iPhone 16 Pro y 16 Pro Max | Sí             | Sí                         |
| iPhone 16e                 | Sí             | Sí                         |

## Historial de lanzamientos
La primera beta para desarrolladores de iOS 26 se lanzó el 9 de junio de 2025.
|  | Lanzamiento anterior |  | Lanzamiento actual |  | Versión beta actual |  | Actualización de seguridad |

| Versión                       | Build               | Fecha de lanzamiento                | Notas                                                    |
| ----------------------------- | ------------------- | ----------------------------------- | -------------------------------------------------------- |
| 26.0 beta 1 (Desarrolladores) | 23A5260n            | 9 de junio de 2025                  | Solo para desarrolladores                                |
| 26.0 beta 1 (Desarrolladores) | 23A5260u            | 13 de junio de 2025                 | Disponible exclusivamente para las series iPhone 15 y 16 |
| 26.0 beta 2 (Desarrolladores) | 23A5276f            | 23 de junio de 2025                 |                                                          |
| 26.0 beta 3 (Desarrolladores) | 23A5287g            | 7 de julio de 2025                  |                                                          |
| 26.0 beta 4 (Desarrolladores) | 23A5297i            | 22 de julio de 2025                 |                                                          |
| 26.0 beta 1 (Pública)         | 23A5297i            | 22 de julio de 2025                 |                                                          |
| 23A5297m                      | 24 de julio de 2025 | todos los modelos excepto iPhone 11 |                                                          |
| 23A5297n                      | 25 de julio de 2025 | solo iPhone 11                      |                                                          |
| 26.0 beta 5 (Desarrolladores) | 23A5308g            | 5 de agosto de 2025                 |                                                          |
| 26.0 beta 2 (Pública)         | 23A5308g            | 7 de agosto de 2025                 |                                                          |
| 26.0 beta 6 (Desarrolladores) | 23A5318c            | 11 de agosto de 2025                |                                                          |
| 26.0 beta 6 (Desarrolladores) | 23A5318f            | 14 de agosto de 2025                | Relanzamiento de la misma beta 3 días después            |
| 26.0 beta 3 (Pública)         | 23A5318f            | 14 de agosto de 2025                |                                                          |
| 26.0 beta 7 (Desarrolladores) | 23A5326a            | 18 de agosto de 2025                |                                                          |
| 26.0 beta 4 (Pública)         | 23A5326a            | 18 de agosto de 2025                |                                                          |